# Loren Allred
Loren Allred   (Pittsburgh, 7 de setembre de 1989) és una cantant, compositora, pianista i actriu estatunidenca. Va accedir per primer cop a la llista Billboard Hot 100 amb les vendes de la banda sonora de la pel·lícula The Greatest Showman, el qual contenia la seva interpretació de la cançó "Never enough". Va participar en l'àlbum "Help Me Make it Through the Night" d'en Michael Bublé i també va formar part del concert, i posterior enregistrament, "An Intimate Evening", juntament amb el reconegut compositor i productor David Foster.

## Educació i vida primerenca
És la filla gran d'una família amb rerefons musical: la seva mare, Carol Ann Allred, és una soprano clàssica i professora de veu; el seu pare, Brady R. Allred, va ser el director del Pittsburgh Bach Choir i director artístic i director de Salt Lake Choral Artists. Té tres germanes més joves, Megan, Brennan i Karin.
Després d'estudiar teatre musical durant un any a la Weber State University d'Ogden, Utah, va anar a al Berklee College of Music de Boston, Massachusetts. Mentres era a Boston, va pjar vídeos a YouTube, on el cantant i productor Ne-Yo la va descobrir, qui va ajudar a impulsar la seva carrera, fet que la va portar a signar un contracte amb la discogràfica Island/Def Jam.

## Carrera

### The Voice
L'any 2012 va participar en la tercera temporada del programa de televisió The Voice, on va triar Adam Levine com a mentor, tot i que la van eliminar després de la primera setmana.

### The Greatest Showman i "Never Enough"
L'any 2014, va formar part de l'enregistrament que va fer l'equip dels compositors Benj Pasek i Justin Paul per la producció de cinema "The Greatest Showman". La banda sonora de pel·lícula i la cançó varen tenir molt d'èxit, aconseguint un disc de platí i sent la banda sonora que va ser al davant de la taula d'àlbums Billboard durant gener de 2018.
La seva interpretació de "Never Enough" ha estat lloada a nivell mundial.

## Discografia

### Bandes sonores
| Títol                                               | Detalls d'àlbum                                                                                   | Màxima posició en les taules d'èxits | Màxima posició en les taules d'èxits | Màxima posició en les taules d'èxits | Màxima posició en les taules d'èxits | Màxima posició en les taules d'èxits | Màxima posició en les taules d'èxits | Màxima posició en les taules d'èxits | Màxima posició en les taules d'èxits | Màxima posició en les taules d'èxits | Certificacions                                                                               |
| Títol                                               | Detalls d'àlbum                                                                                   | ENS                                  | AUS                                  | POT                                  | GER                                  | IRL                                  | JAP                                  | NZ                                   | KOR                                  | Regne Unit                           | Certificacions                                                                               |
| --------------------------------------------------- | ------------------------------------------------------------------------------------------------- | ------------------------------------ | ------------------------------------ | ------------------------------------ | ------------------------------------ | ------------------------------------ | ------------------------------------ | ------------------------------------ | ------------------------------------ | ------------------------------------ | -------------------------------------------------------------------------------------------- |
| The Greatest Showman: Banda sonora de la pel·lícula | - Publicada 8 de desembre de 2017 - Discogràfica: Rècords Atlàntics - Format: CD, baixada digital | 1                                    | 1                                    | 3                                    | 5                                    | 1                                    | 1                                    | 1                                    | 17                                   | 1                                    | - RIAA: 3× Platí - BPI: 7× Platí - ARIA: 3× Platí - MC: Platí - RIAJ: Platí - RMNZ: 2× Platí |